# Achterberg (Osterheide)

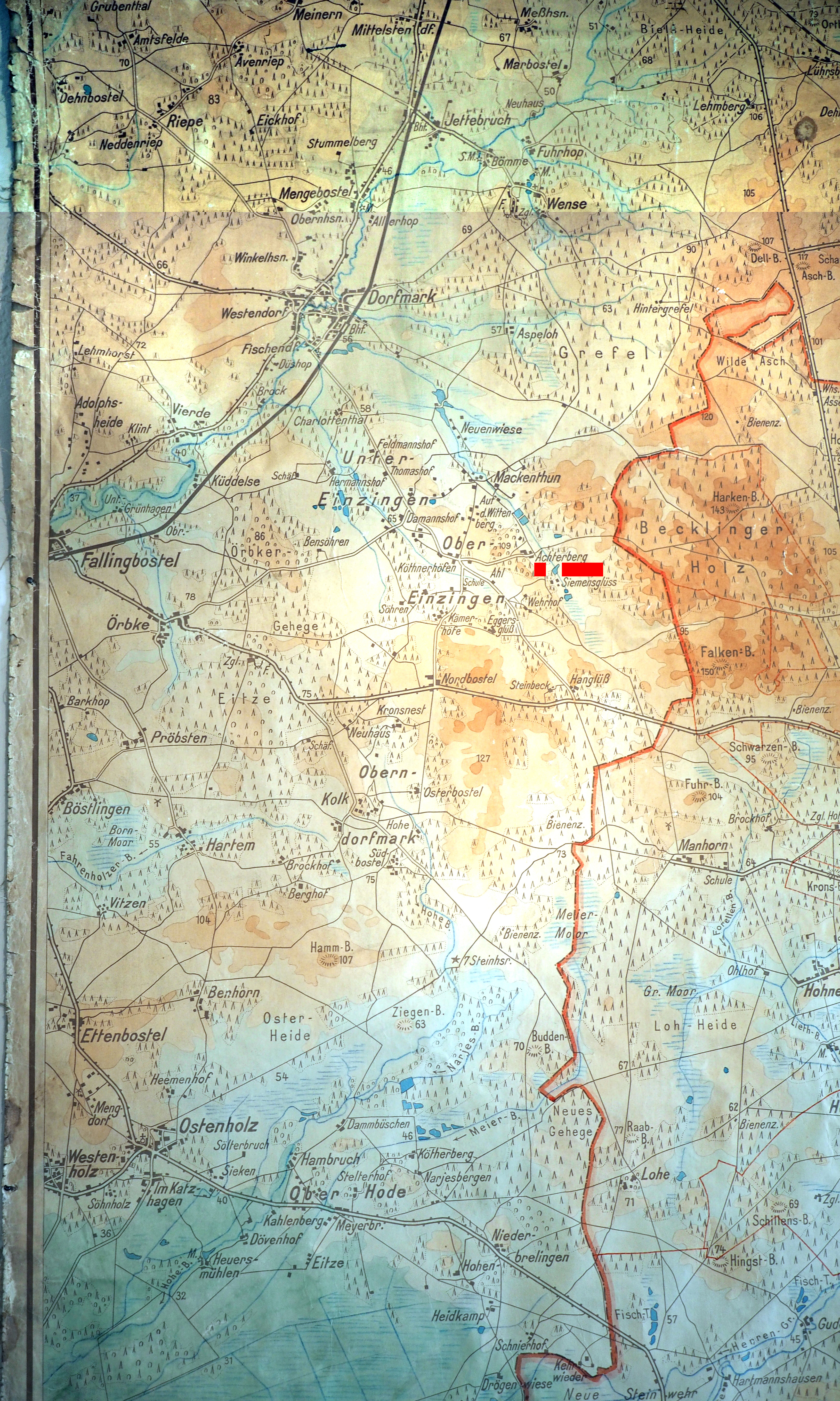
Historische Karte der Ostheidmark

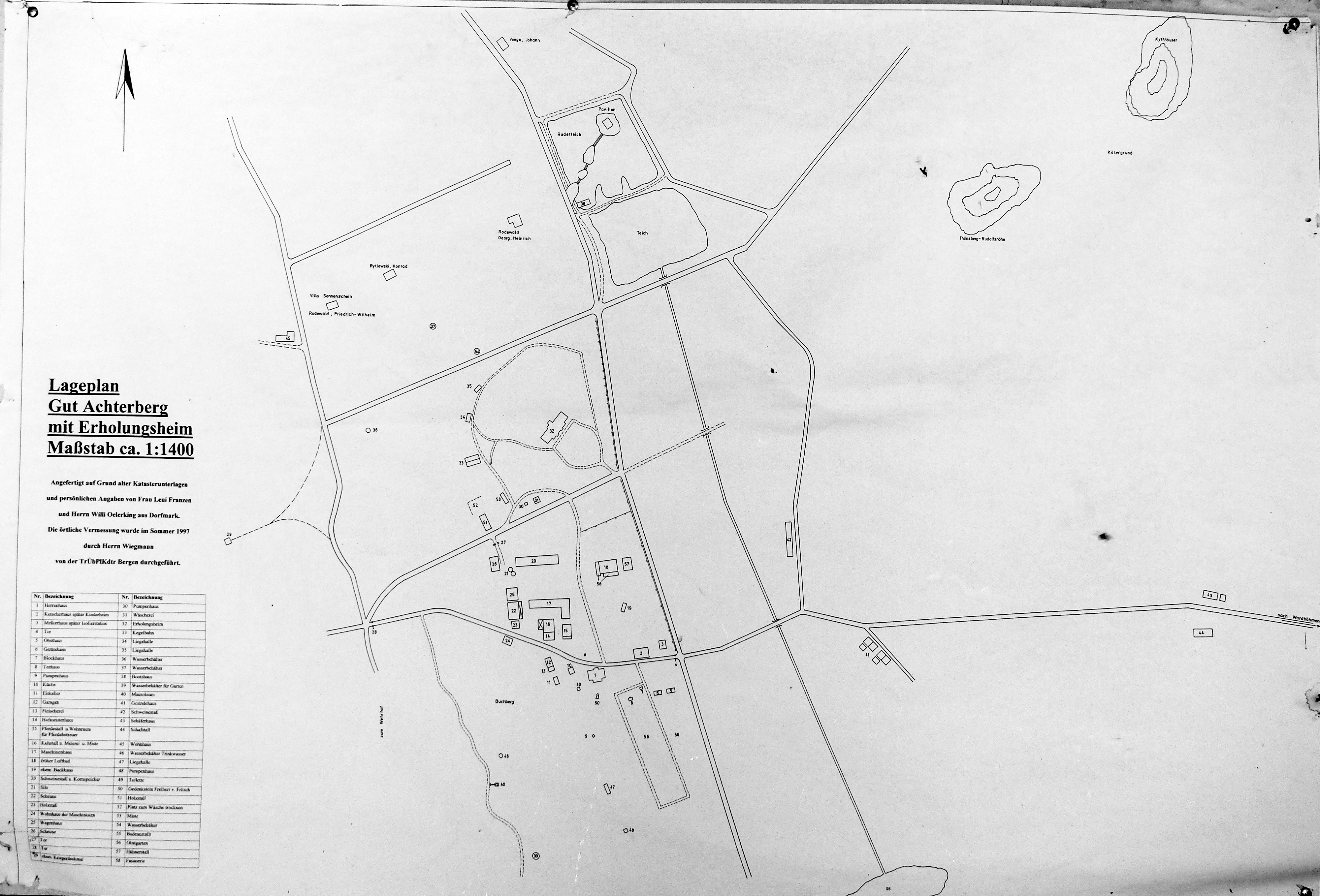
Plan des ehemaligen Gutes Achterberg

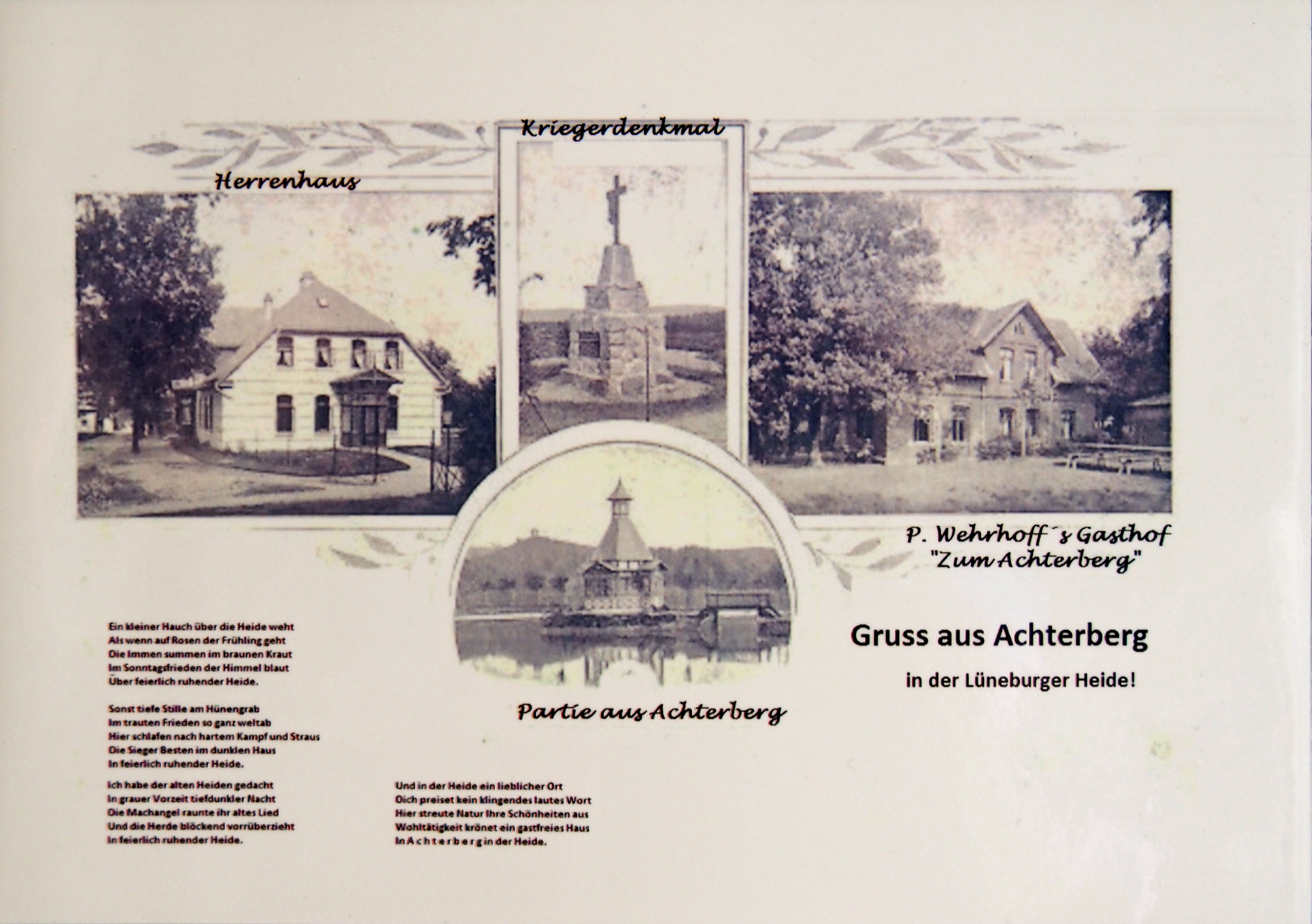
Postkarte von Achterberg

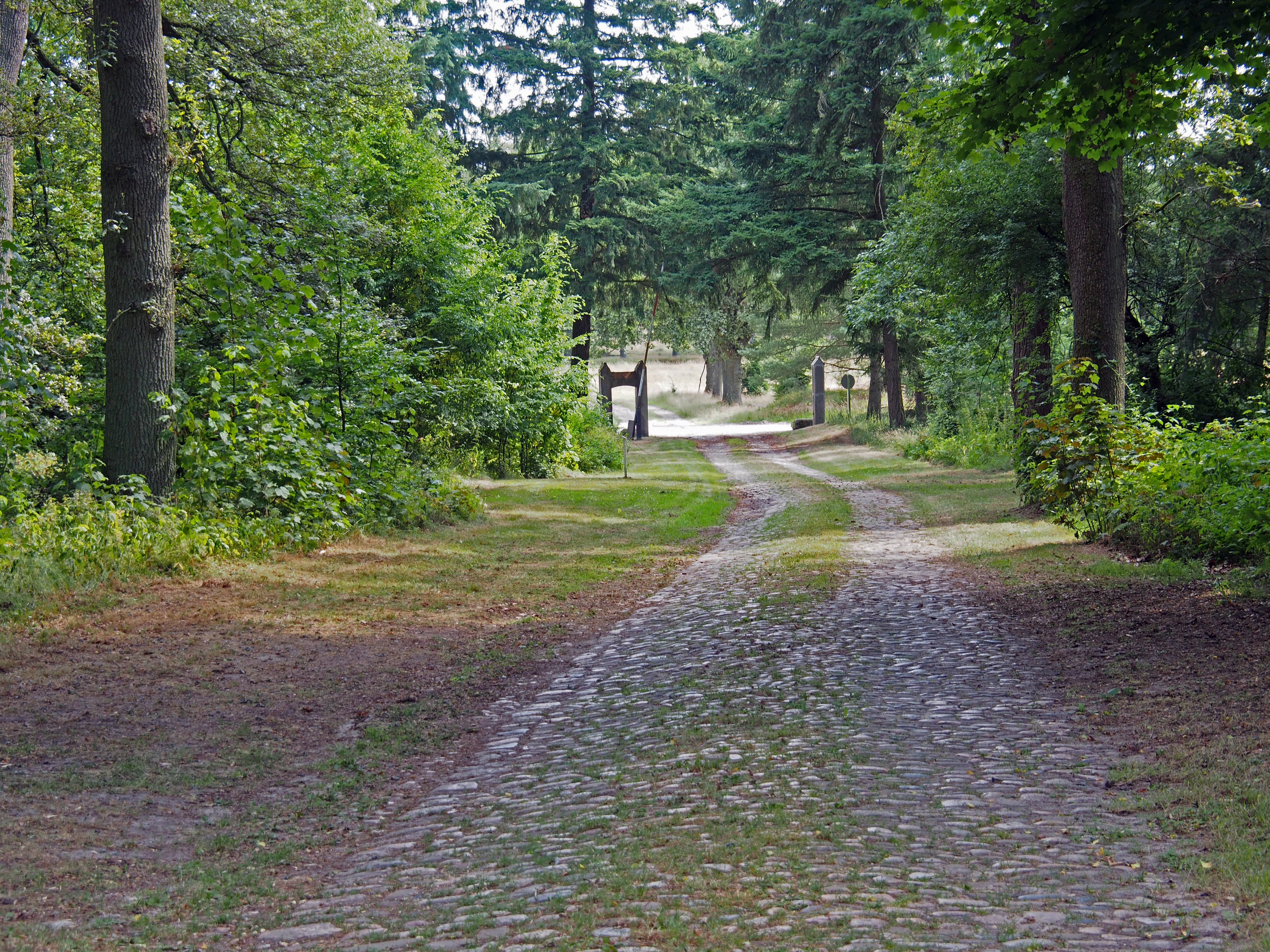
Zufahrt zum ehemaligen Gut Achterberg

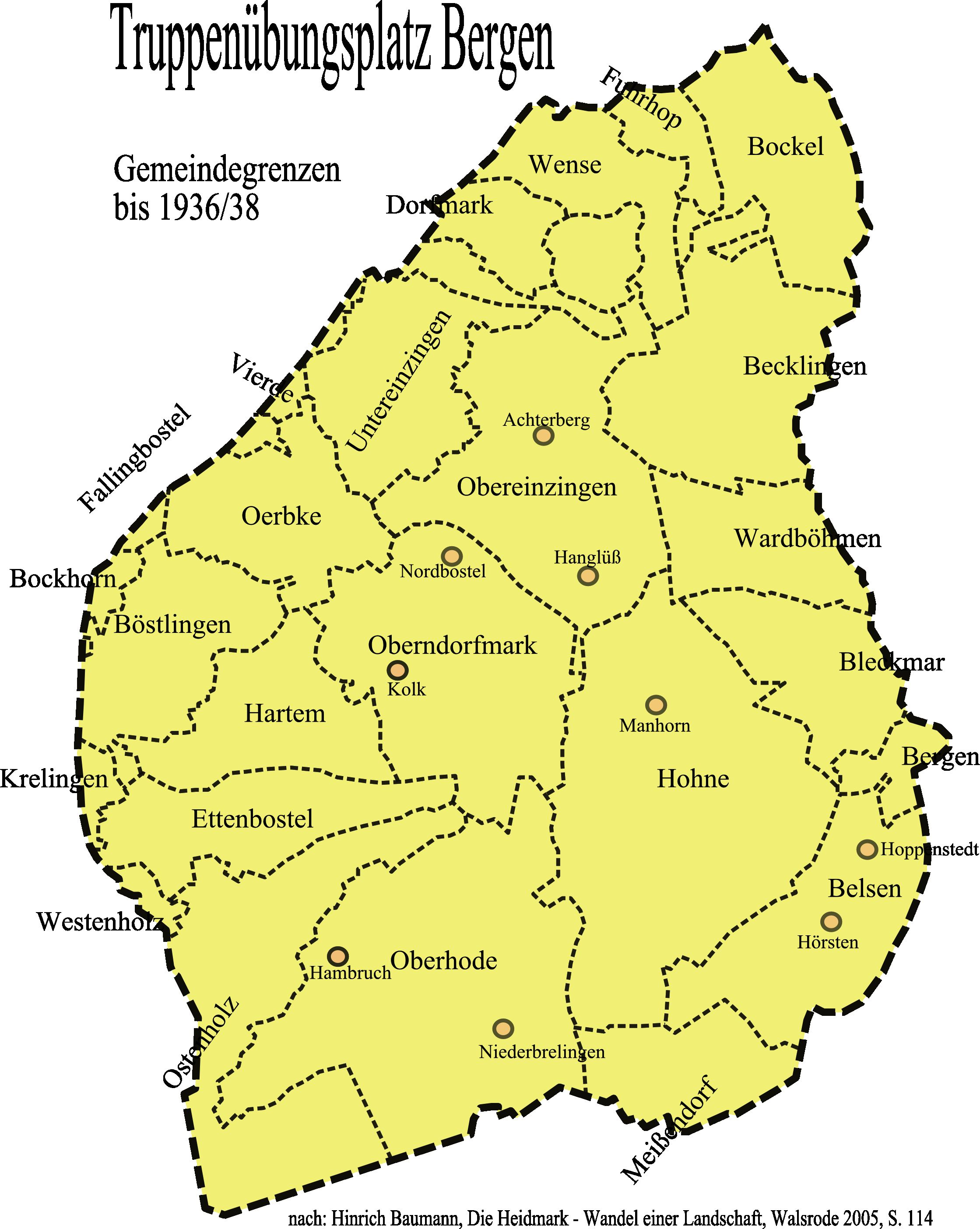
Lage des Hofes Achterberg in der ehem. Gemeinde Obereinzingen

Achterberg ist ein Wohnplatz der Gemarkung Obereinzingen des gemeindefreien Gebietes Osterheide im Landkreis Heidekreis, in der Lüneburger Heide (Niedersachsen). Achterberg war ein ehemaliges Gut mit ausgedehnter Erholungsanlage in der Fallingbosteler Heidmark (südwestliche Lüneburger Heide) und liegt auf dem heutigen Truppenübungsplatz Bergen.

## Geographie

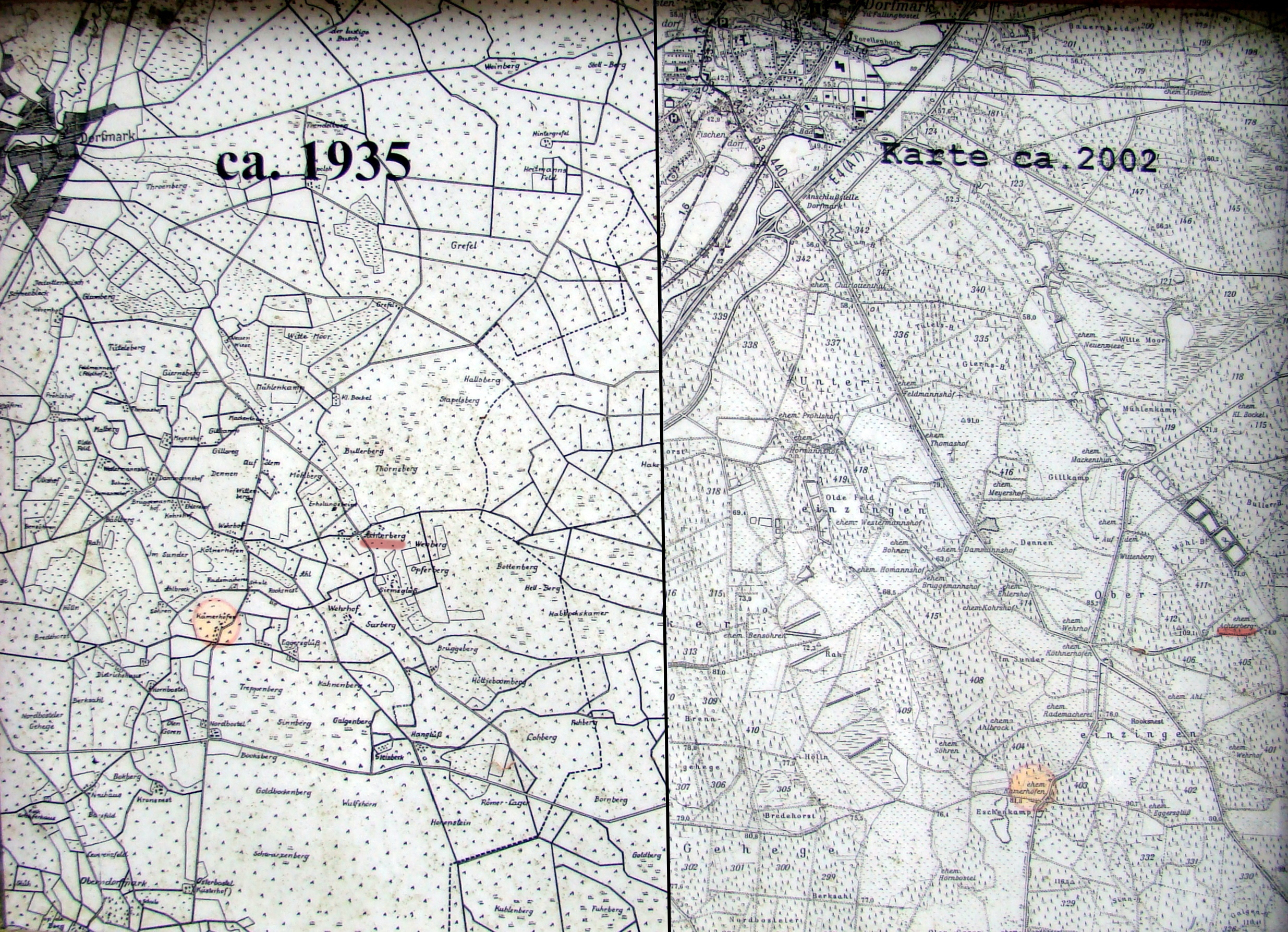
Karten der Umgebung Achterbergs (1935: Achterberg fast zentral, 2002: am rechten Rand im unteren Drittel oben)

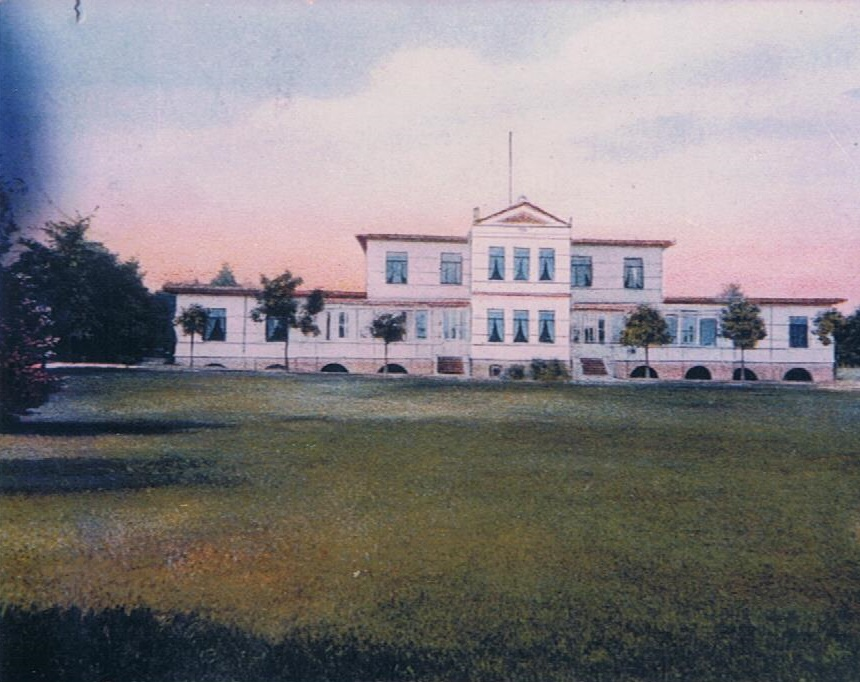
Kindererholungshaus in Achterberg

Bevor die Gemeinden für die Anlage des Truppenübungsplatzes in den Jahren 1936 bis 1938 umgesiedelt wurden, gehörte der Hof zu Obereinzingen. Achterberg ist heute eine Wüstung im Gemeindefreien Bezirk Osterheide mit Sitz in Oerbke im Landkreis Heidekreis. Die Verwaltung dieses Gebietes wird von einem Bezirksvorsteher wahrgenommen.

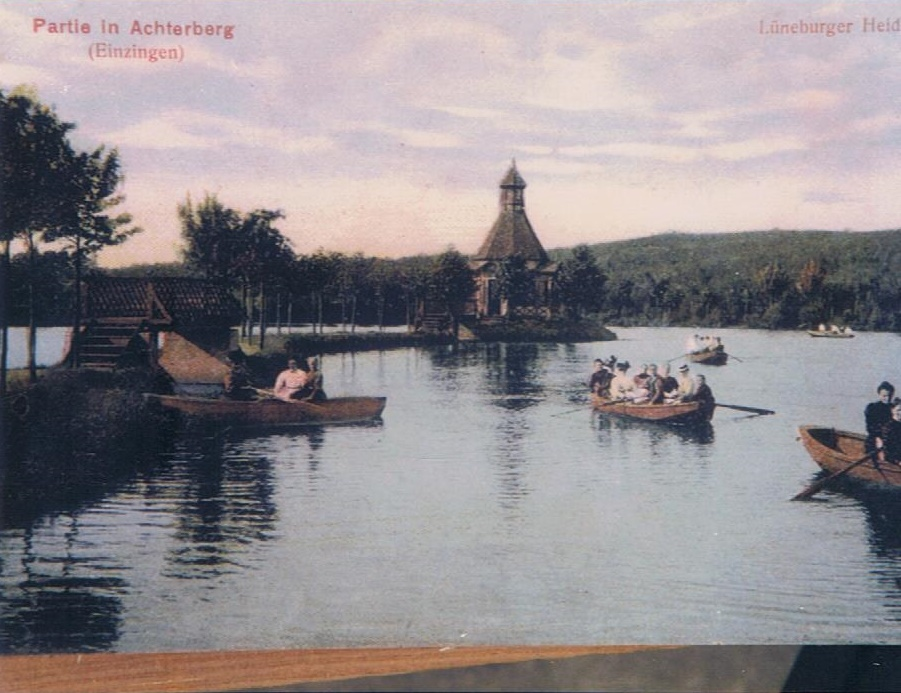
Die Ruderteiche bei Achterberg

Der Hof Achterberg („hinter“ dem Berg, von Dorfmark oder Fallingbostel aus gesehen) liegt im Tal des Fischendorfer Baches am Nordosthang eines Höhenzuges, der sich von der kuppigen Falkenberg-Endmoräne nach Nordwesten ins Böhmetal erstreckt. Zu ihm gehörte bis zur Anlage des Truppenübungsplatzes ein Erholungsheim. Vorrangig wurde es ärztlicherseits von Bremen aus mit erholungsbedürftigen Kindern beschickt. Die Gäste wurden von einem Pferdeomnibus am Bahnhof Soltau der Amerikalinie abgeholt. Das Herrenhaus verfügte über eine gediegene Ausstattung. In seinem Park war eine Kegelbahn angelegt. Eine eigene Gärtnerei baute Gemüse für die Verpflegung der Gäste an. Entlang des sehr stetig Wasser führenden Fischendorfer Baches waren Fischteiche angelegt, die mit Ruderbooten befahren werden konnten. Auch eine Badeanstalt gehörte zum Betrieb des Erholungsheimes.
Das Gebiet jenseits (nordöstlich) des etwa 70 Meter hoch gelegenen Talgrundes weist ein bewegtes, mitunter steiles Relief auf und war besonders in Kuppenlagen eine offene, aussichtsreiche Heidelandschaft. Im Bollenberg erreicht die Achterbergsheide 143 m Höhe.

## Geschichte

### Erholungsheim für Bremer Kinder
1483 wurde Achterberg als Halbhof des Klosters Walsrode urkundlich erwähnt. Der Hof machte im 19. Jahrhundert eine schwierige Entwicklung durch. 1872 wurde es zwangsweise verkauft an den Kaufmann Fiedler aus Hannover. 1894 kaufte der Bremer Kaufmann Friedrich Missler Achterberg zusammen mit dem benachbarten Hof Siemsglüß und legte dort 1895 ein Feriengebiet an. Von 1896 bis zum Ende des Zweiten Weltkriegs ermöglichte er Gruppen von je 46 Bremer Schulkindern jeweils vier Wochen lang Erholungsaufenthalte. Auch Erwachsene wurden in Achterberg aufgenommen. Die Aufenthalte dienten der Stärkung der Menschen gegen Tuberkulose.
Achterberg umfasste zu der Zeit, als Missler den Hof kaufte, 35 Hektar Ackerland, 6 Hektar Wiesen, 80 Hektar Heide und 11 Hektar Wald.
Die umgebende Landschaft wurde durch ein dichtes Netz von Spazierwegen und mit über 20 Aussichtspavillons und Schutzhütten erschlossen. Auch die damals moderne Technik hielt Einzug: 1898 elektrisches Licht, 1899 Telefon und Heizung. Vor dem Ersten Weltkrieg fanden jährlich 500 Personen in Achterberg freie Unterkunft und Verpflegung. Auch die Kosten für Hin- und Rückreise sowie für Arzt und Apotheke wurden übernommen. Im Oktober 1923 besuchte auch der spätere Reichspräsident Paul von Hindenburg für drei Tage Achterberg.

„Auf einer Insel in den Ruderteichen wurde ein herrlicher Pavillon und auf einem etwa 140 Meter hohen Berge an der äußersten Grenze des Besitztums ein zirka 30 Meter hoher Aussichtsturm errichtet, von dem man einen weiten Ausblick über die ganze Südheide hat. … Der landwirtschaftliche Betrieb des Gutshofes sorgt für gute und stets frische Verpflegung. … So bietet der Luftkurort Achterberg mit seiner nächsten Umgebung in landschaftlicher Hinsicht reichlich Abwechslung. Dagegen fragt man hier nach Kaffee- und Konzerthäusern sowie Promenadenkonzerten und ähnlichen Veranstaltungen vergeblich.“

„Täglich hatten wir hier Sonne,

In der Heide Einsamkeit,
 Und genossen stets mit Wonne,

Dieses Herbstes schöne Zeit.

…

Ruhet aus von seinem Schaffen,

In den stillen Buchenberg,

Herr, der du die Welt geschaffen,

Laß bestehn Hof Achterberg.“

Mit der Errichtung des Truppenübungsplatzes Bergen übernahm die Wehrmacht am 30. November 1935 den Hof. Zu dieser Zeit gehörten 302 Hektar Forst, 112 Hektar Heideland und 85 Hektar Wiesen zum Besitz des Gutes.
Das Erholungs- und Kinderheim bestand bis 1945, allerdings nach Einrichtung des Truppenübungsplatzes nur noch mit eingeschränkten Möglichkeiten.

### 1935 bis 1945 Standort der „Abteilung für Geländebedeckung“
Die „Abteilung für Geländebedeckung“ bei der Kommandantur des Truppenübungsplatzes hatte in Achterberg ihren Standort.

„Es sollten realistische Übungsbedingungen geschaffen werden. Der zerwühlte, öde Eindruck der Standortübungsplätze sollte hier nicht entstehen. Deshalb wurden die Schießbahnen und Übungsflächen exakt begrenzt, und die militärisch nicht genutzten Flächen der sog. Geländebedeckung anvertraut.“

Die Abteilung wurde von einem Heereslandwirtschaftsrat geleitet. Landwirtschaftliche Flächen, die in den Randbereichen des Übungsplatzes außerhalb von Gefahrenbereichen lagen, wurden an Landwirte verpachtet (800 Hektar Acker und 900 Hektar Wiesen). Für die Bewirtschaftung der Flächen in Gefahrenzonen wurden drei Stützpunkte (in Ostenholz, Hörsten und Achterberg) gebildet. Auch Schafzucht wurde betrieben, sowohl durch Wanderschäfer als auch mit eigenen Heidschnuckenherden. Die Waldgebiete wurden durch ein Heeresforstamt verwaltet, das (wie der Heereslandwirtschaftsrat) dem Kommandanten unterstellt war.
Generaloberst Freiherr von Fritsch war oft auf Achterberg zu Gast, regelmäßig zweimal jährlich für vier Wochen mit seinem Adjutanten und Pferden. Die Belegschaft des Gutes Achterberg hat ihm im Garten des Herrenhauses ein Denkmal errichtet, dessen Inschrift französische Kriegsgefangene des Gutes eingemeißelt haben. Generalfeldmarschall Erich von Manstein fand auf seiner Flucht aus Schlesien vorübergehend Aufnahme in Achterberg.

### 1945 in Achterberg
Gisela Lingenthal, die Tochter von Generalfeldmarschall Erich von Manstein suchte nach dem Kriegsende in Achterberg nach Familienangehörigen. Obwohl sie schwanger war, machte sie sich am 19. Mai 1945 mit dem Fahrrad von Berlin nach Achterberg auf den Weg.

„Ich hatte keine Papiere für dieses Gebiet, kein Geld und nichts zu essen. Ich machte mir Sorgen um meine Eltern … – was war aus ihnen geworden? Lebten sie überhaupt noch? Ich fühlte mich am Ende. Und als ich so dasaß, bemerkte ich plötzlich zwei Hühner, die herumscharrten. Wo Hühner waren, konnten doch auch Menschen sein?“

Sie entdeckte ihre Tante und den Burschen ihres Vaters. Sie wurden von britischen Soldaten in Schach gehalten und verhaftet. Im Juni kam ihre Großmutter dazu. Die Verpflegung wurde schwierig, aber die nach Achterberg gekommenen Flüchtlinge wurden von der Familie des Verwalters Flamann „sparsam!“ verpflegt. Einkäufe waren zunächst nicht möglich. Giesela Lingenthals Sohn Rainer kam am 11. Oktober zur Welt. Es gab weit und breit keinen Arzt und auch kein Krankenhaus. Aber „Polen“ fuhren aus Dorfmark die Hebamme, Frau Bostelmann heran.

### Achterberg von 1945 bis zur Räumung

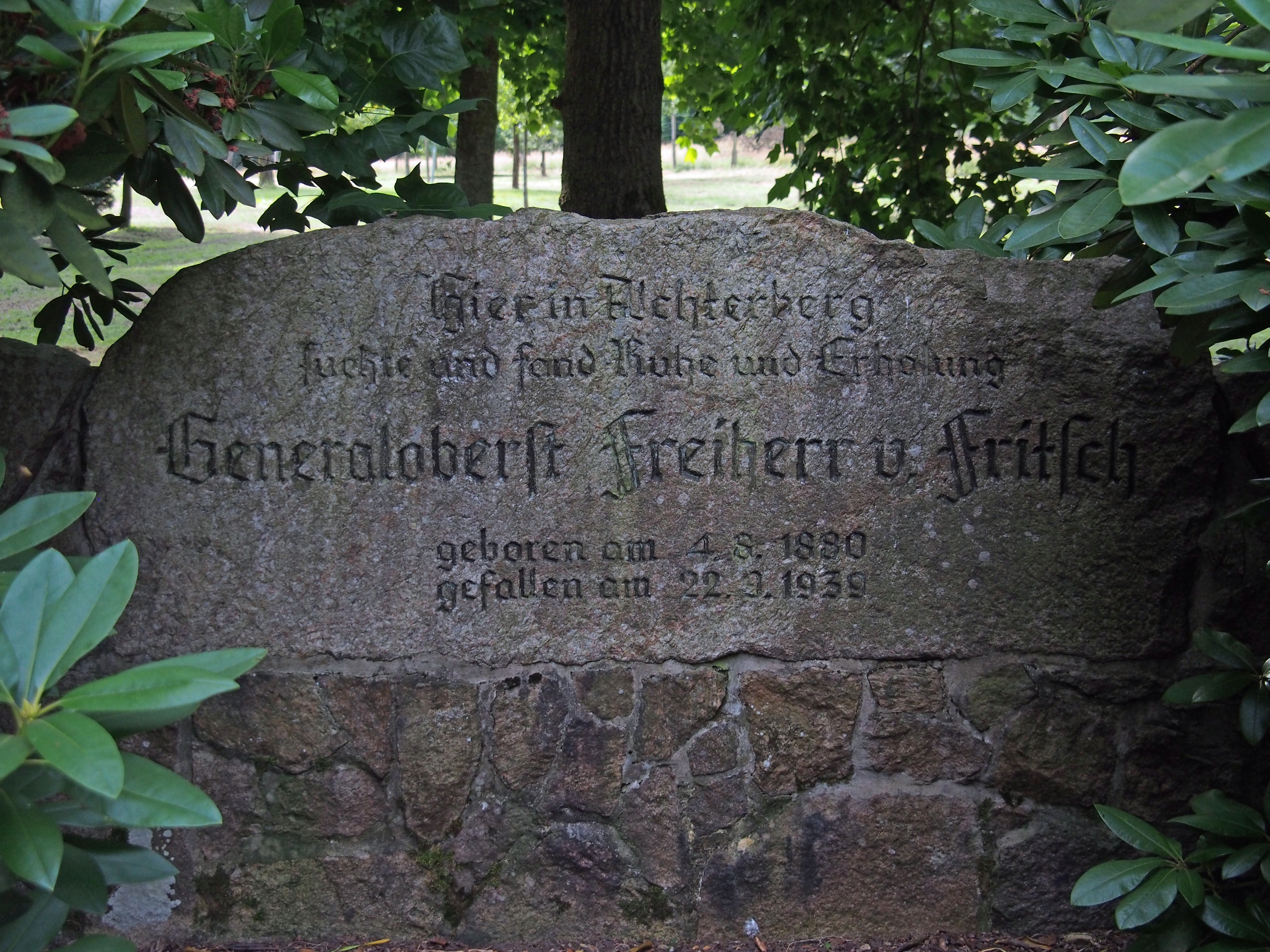
Gedenkstein für Generaloberst Werner Freiherr von Fritsch

1945 beschlagnahmte die britische Besatzungsmacht die Liegenschaften und Gebäude Achterbergs. Flüchtlinge aus dem Osten Deutschlands konnten sich nicht in dem Raum Ober- oder Untereinzingen ansiedeln, weil die Besatzungsmacht einen besonderen Gefahrenbereich festlegte und den Schießplatz weiter betrieb. Er war dem Kommandanten des „ARF Range R.A.C. Training Center“ unterstellt. Der Betrieb Achterberg unterstand der Abwicklungsstelle der OFD beim Finanzamt Soltau. Zur Jahreswende 1953/54 wurde die Auflösung der Administration Achterberg und damit auch des landwirtschaftlichen Betriebes verfügt.

„Heute erinnern uns nur noch die Eingangsstufen und Fundamente des Herrenhauses, der Gedenkstein für Generaloberst Freiherr von Fritsch, die Überreste der Haupteingangstore zum Hof Achterberg, das Mausoleum der Familie Mißler auf dem ‚Buckberg‘, die Fundamente des Teehauses und zahlreiche Obstbäume an die wechselvolle Geschichte von Achterberg.“

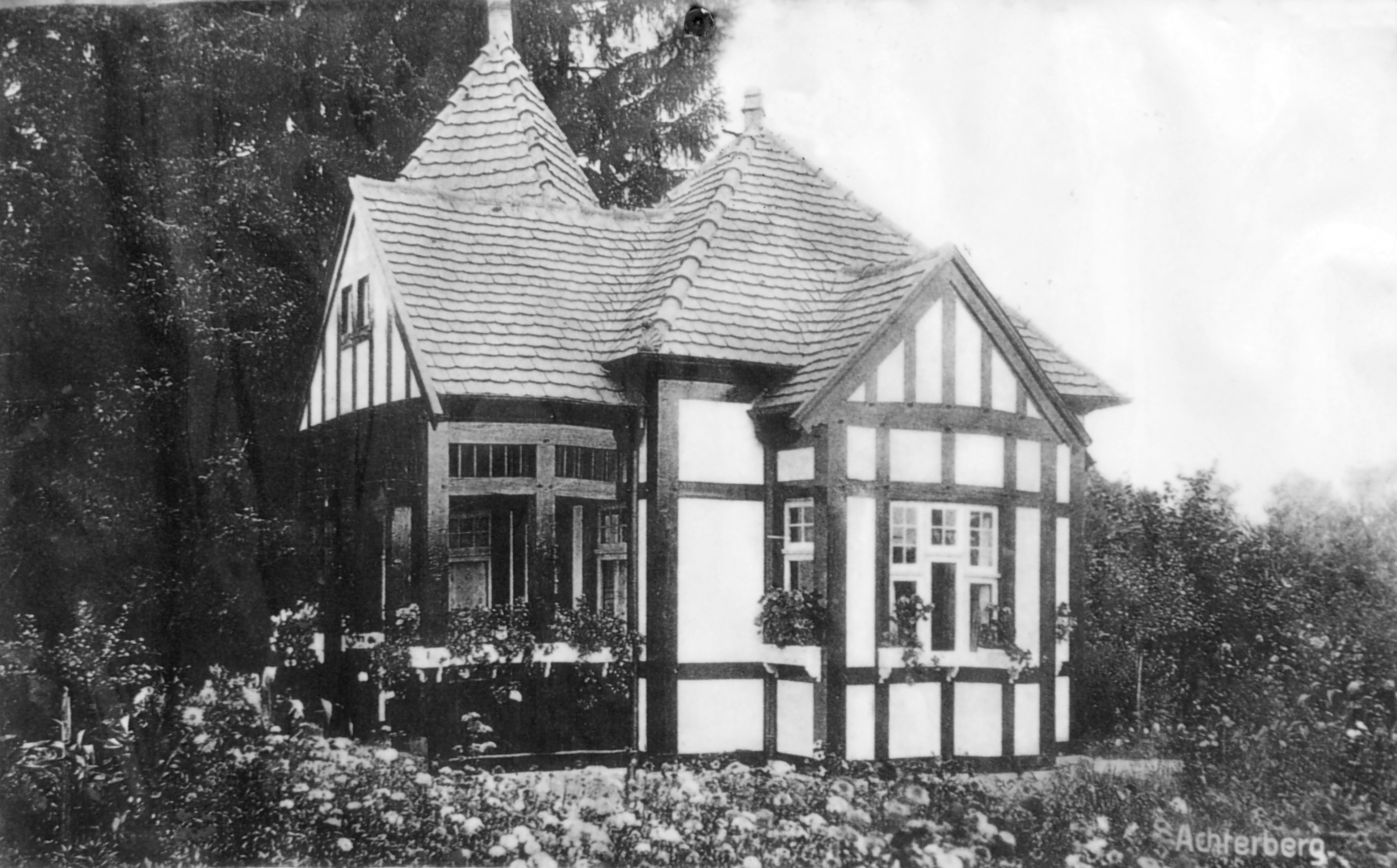
Ehemaliges Teehäuschen

### Teehäuschen
Es gab ein Teehäuschen, das bei der Entsiedlung sorgfältig abgebaut und in Becklingen wieder aufgebaut wurde. Inzwischen ist es von hier nach Bergen versetzt worden. Die Kassettendecke kann noch in einem Becklinger Gasthaus besichtigt werden.

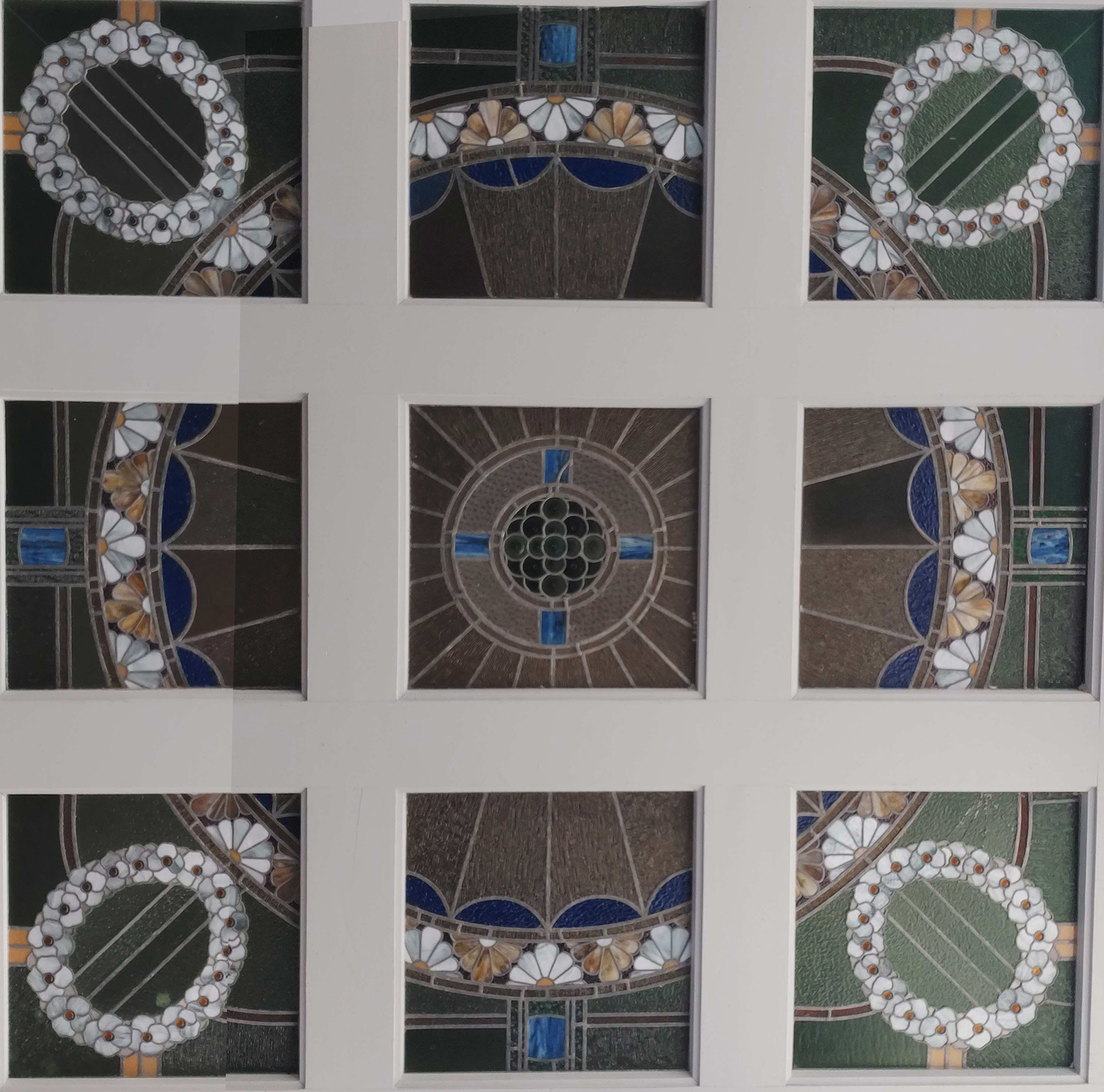
Kassettendecke des ehemaligen Teehauses

### Der Obsthof

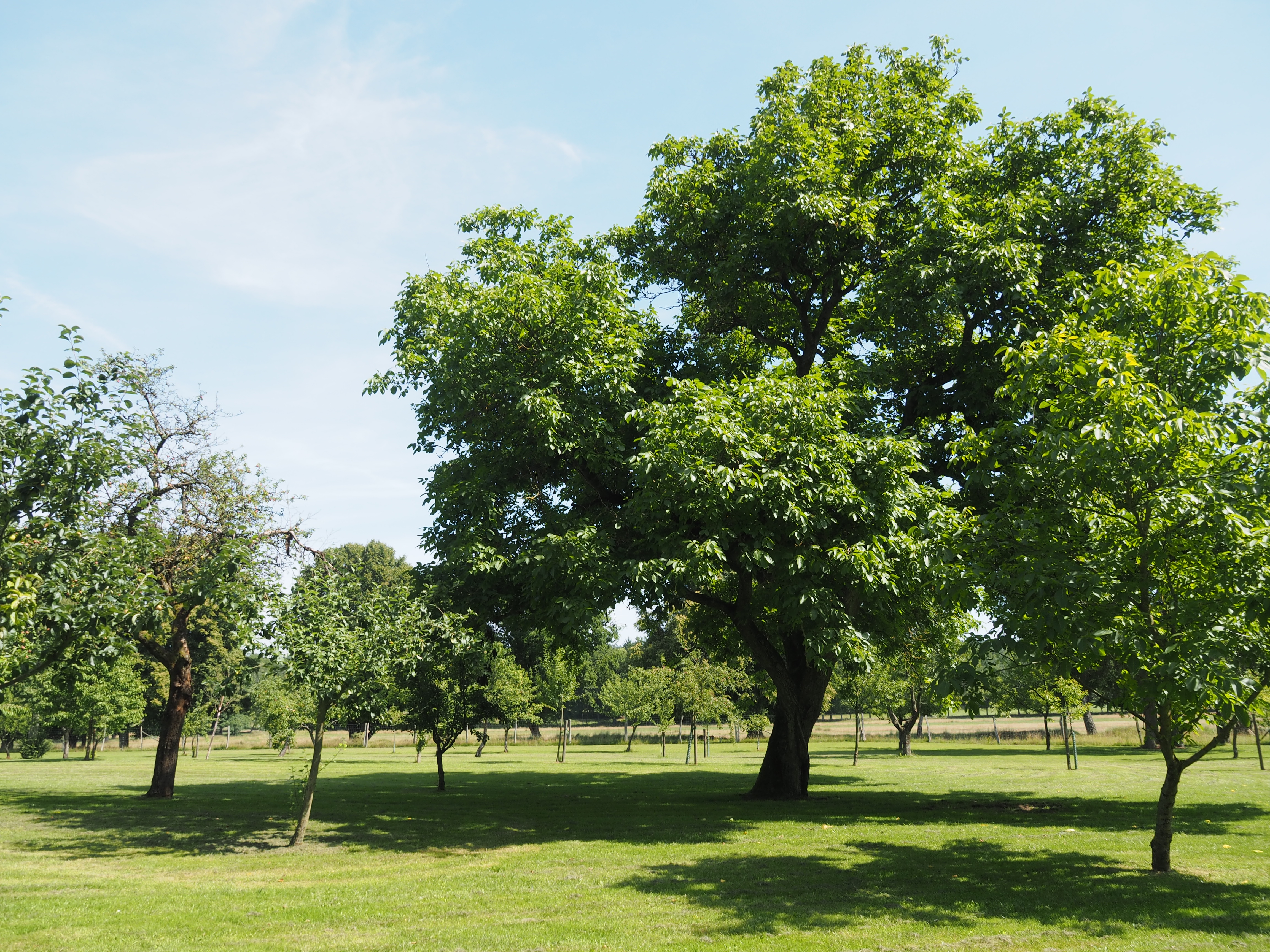
Der Obsthof

Zum ehemaligen Gut Achterberg gehörte ein großer Garten mit alten Obstbäumen. Wie alle Gärten der ehemaligen Siedlungen und Gehöfte auf dem Platzgebiet blieb auch dieser bei Einrichtung des Truppenübungsplatzes im Wesentlichen erhalten, jedoch ohne Bewirtschaftung. Mit Ende der 1980er Jahre begann man, unterstützt durch Pomologen, die verbliebenen alten Exemplare robuster heimischer Obstsorten zu erhalten. Es handelte sich um 37 Apfelsorten, 25 Birnensorten, 3 Kirschsorten und 1 Pflaumensorte, die im Handel weitgehend unbekannt waren. In Achterberg wurde 1994 eine Fläche von 1,75 ha wilddicht eingezäunt. Zu den auf dem Obsthof noch vorhandenen Bäumen wurden weitere alte Sorten gepflanzt, um deren Fortbestand zu sichern.